# 林德冰川
林德冰川（英語：Linder Glacier），是南極洲的冰川，位於維多利亞地的彭內爾海岸，處於鮑爾斯山脈的蘭特曼山脈地區，流經伯恩斯坦山，最終注入漢特冰川，美國地質調查局根據測量和該國海軍的空中照片繪入地圖，現時由南極條約體系管理。

## 外部連結
. . United States Geological Survey.   [2013-06-17].
71°41′S 163°3′E / 71.683°S 163.050°E